# نورمن کوپر
نورمن کوپر (به انگلیسی: Norman Cooper) بازیکن فوتبال زادهٔ ۱۲ ژوئیه ۱۸۷۰ اهل انگلستان بود که سابقهٔ بازی در تیم ملی فوتبال انگلستان را در کارنامهٔ خود دارد. وی در تاریخ ۲۵ فوریه ۱۸۹۳ تنها بازی ملی خود را در مقابل تیم ملی فوتبال ایرلند انجام داد.